# Föhnhalbinsel
Die Föhnhalbinsel ist eine Halbinsel an der Scott-Küste des ostantarktischen Viktorialands. Sie ragt südöstlich des Mount Abbott von den Northern Foothills in die Terra Nova Bay hinein. Das Kap Russell bildet ihren südlichen Ausläufer.
Wissenschaftler der deutschen Expedition GANOVEX III (1982–1983) benannten sie. Namensgebend ist der hier vorherrschende Föhnwind.